# Бурдж-Мохаммед-бин-Рашид
Бурдж-Мохаммед-бин-Рашид (англ. Burj Mohammed bin Rashid, «Башня Мохаммеда ибн Рашида») — небоскрёб в Абу-Даби, столице Объединённых Арабских Эмиратов. Имея высоту 381,2 м, с 2014 года является высочайшим зданием города. По данным сайта The Skyscraper Center 2015 года, по высоте занимает 21-е место в мире, 6-е на Среднем Востоке и 4-е в Объединённых Арабских Эмиратах.

## Описание
Здание расположено в Абу-Даби на улице Халифа ибн Зайда на месте старого рынка и входит в комплекс Всемирного торгового центра в Абу-Даби. Комплекс также включает в себя ещё два высотных здания — 278 и 255 м. Башня предназначена для постоянного проживания и имеет прямой доступ к другим частям комплекса, включая торговый центр и две другие башни, из которых более высокая является офисным центром, а оставшаяся — гостиницей сети Marriott International.
Здание имеет 88 надземных и 5 подземных этажей, на которых расположено 474 квартиры, центр здоровья, фитнес-клуб и несколько бассейнов. Работает 13 высокоскоростных (до 7 м/с) лифтов. Общая доступная площадь 130 000 м².
Проект здания был предложен в 2006 году. Архитектором выступила компания Foster + Partners, конструкцию разработала компания Halvorson and Partners. Строительство началось в 2007 году (по другим данным — в 2008 году) и сопровождалось перенесением сроков, связанным с экономическим кризисом 2008 года: изначально открытие башни планировалось на 2010 год, но в действительности состоялось только в 2014 году.
Архитектура здания выдержана в стиле постмодернизма. Конструкция создана с учётом климатических особенностей региона и предусматривает воздействие песчаных бурь и высокой температуры окружающей среды. Для эффективного энергоснабжения в здании имеются собственные генераторы на основе солнечных батарей. Каркас бетонный монолитный, внешняя облицовка выполнена в виде трёхслойного вентилируемого фасада с внешней зеркальной поверхностью, имеющей волнообразную форму. При строительстве для удешевления частично использовались местные материалы.
В 2015 году Совет по высотным зданиям и городской среде присудил небоскрёбу Бурдж-Мохаммед-бин-Рашид звание лучшего высотного здания Среднего Востока и Африки. В год постройки он вошёл в десятку лучших небоскрёбов по мнению сайта Emporis, заняв 6-е место.